# Tomasz Szkudlarek
Tomasz Grzegorz Szkudlarek (ur. 23 grudnia 1954 w Starachowicach) – pedagog, profesor nauk humanistycznych, kierownik Zakładu Filozofii Wychowania i Studiów Kulturowych w Instytucie Pedagogiki na Wydziale Nauk Społecznych Uniwersytetu Gdańskiego.

## Życiorys
Absolwent Uniwersytetu Gdańskiego w 1977. W 1990 uzyskał stopień doktora w Wyższej Szkole Pedagogicznej w Bydgoszczy. W 1994 uzyskał stopień doktora habilitowanego na Wydziale Studiów Edukacyjnych Uniwersytetu im. Adama Mickiewicza w Poznaniu. W 2000 uzyskał tytuł profesora.
Należy do światowej czołówki przedstawicieli krytycznych badań społecznych – pedagogiki krytycznej, pedagogiki kultury, pedagogiki radykalnej. Jest autorem licznych artykułów i publikacji z zakresu filozofii wychowania, pedagogiki krytycznej i problematyki mediów.
Bierze udział w wielu projektach badawczych finansowanych przez KBN lub instytucje pozarządowe; ostatni projekt: „Students as Journeymen between Comunities of Higher Education and Work” W latach 1998–2000 członek i przewodniczący Sekcji Psychologii i Pedagogiki Komitetu Badań Naukowych.
Wykładał gościnnie na Uniwersytecie w Hiroszimie (2001). W latach 2000–2002 visiting professor w Institute of Behavioral Sciences na Linköping University (Szwecja). W 2003 wykładał na studiach doktoranckich (program The Normative Dimension of Higher Education) na Uniwersytecie Oslo (Norwegia). 
Zajmuje się ponadto rysunkiem i malarstwem.
Mąż Marii Mendel, prof. nauk humanistycznych.

## Wybrane publikacje
- (z Bogusławem Śliwerskim) Wyzwania pedagogiki krytycznej i antypedagogiki 1991, wyd. IV popr. - Oficyna Wydawnicza „Impuls”, Kraków 2009.
- (with Joanna Rutkowiak, Maria Szczepska-Pustkowska, Malgorzata Lewartowska-Zychowicz)Teacher Education in Linköping. A Peer Review of the Teacher Education for Primary and Secondary School from a Polish Point of View. Universitetet i Linköping, Lararutbildningen. Linköping, Szwecja, 1993
- Wiedza i wolność w pedagogice amerykańskiego postmodernizmu, 1993, wyd. II popr. - Oficyna Wydawnicza „Impuls”, Kraków 2009.
- The Problem of Freedom in Postmodern Education. Bergin & Garvey, Greenwood Publishing Group, Westport, Connecticut (USA), London, 1993
- (redakcja i współautorstwo) Różnica, tożsamość, edukacja. Szkice z pogranicza, Oficyna Wydawnicza „Impuls”, Kraków 1995.
- (ze Zbyszko Melosikiem) Kultura, tożsamość i edukacja: migotanie znaczeń, Oficyna Wydawnicza „Impuls”, Kraków 1998.
- Media: szkice z filozofii i pedagogiki dystansu, 1999, wyd. II popr. - Oficyna Wydawnicza „Impuls”, Kraków 2009.
- Identity, Popular Culture, Education. Hiroshima University, 2000 (publikacja w języku japońskim).
- (współautor) Freshmen Students on Education and Work, Wydawnictwo UG, Gdańsk 2003.
- (współred.) Rynek i kultura neoliberalna a edukacja, Oficyna Wydawnicza „Impuls”, Kraków 2005.
- (współautor z Małgorzata Cackowska, Lucyna Kopciewicz, Mirosław Patalon, Piotr Stańczyk, Karolina Starego) Dyskursywna konstrukcja podmiotu. Przyczynek do rekonstrukcji pedagogiki kultury. Wydawnictwo Uniwersytetu Gdańskiego, Gdańsk 2012.
- On the Politics of Educational Theory. Routledge, New York – London 2017.

## Odznaczenia i wyróżnienia
- tytuł doctora honoris causa Linköping University (2005)[3]
- Brązowy Krzyż Zasługi (7 maja 2020)[4]
- Złoty Medal Uniwersytetu Gdańskiego „Sapientae Honestati” (2024)[5]
- Nagroda Naukowa Miasta Gdańska im. Jana Heweliusza w kategorii nauk humanistycznych i społecznych (2024)[6]